# Lestes plagiatus
Lestes plagiatus е вид водно конче от семейство Lestidae. Видът не е застрашен от изчезване.

## Разпространение
Разпространен е в Ангола, Ботсвана, Демократична република Конго, Замбия, Зимбабве, Кения, Лесото, Малави, Мозамбик, Нигерия, Свазиленд, Танзания, Уганда и Южна Африка.